# Centro de Estudios Camilianos
El Centro de Estudios Camilianos, es un lugar de documentación y análisis del novelista Camilo Castelo Branco, situado en São Miguel de Seide o Ceide, cerca de Vila Nova de Famalicão (Portugal). Está en la región del Miño, al lado de la casa-museo del escritor, y el proyecto es del arquitecto asimismo portugués Álvaro Siza Vieira.

## Casa de Camilo
Los veinticinco años finales de la vida de Camilo Castelo Branco transcurrieron en esta hoy importante casa-museo, en São Miguel de Seide. En ella vivió y murió uno de los mayores representantes del Romanticismo europeo, allí escribió algunos de sus más conocidos títulos y donde se suicidó en 1890, como narra la película de Manoel de Oliveira, O día do desespero, rodada en ella.
La casa permite ver pulcramente y con poco artificio cómo fueron su vivienda, muebles, libros y objetos, en un medio casi idéntico al que vio el escritor hasta su muerte (fue reconstruida tras un incendio parcial).

## Centro de Estudios
Muy cerca del edificio citado, pero sin interferir nunca en el marco histórico y natural de la vivienda camiliana, se halla hoy el Centro de Estudios Camilianos.
Está situado al otro lado de la carretera, en un amplio y espacioso conjunto proyectado por el arquitecto Álvaro Siza Vieira entre 1998 y 2000. Ha sido construido recientemente (2003-2005).
En octubre de 2012 se celebró allí el I Encuentro Ibérico de las Casa Museo del siglo XIX.